# بوركية كابيرنجو
بوركية كابيرنجو (الاسم العلمي:Burkea caperangau) هي نوع من النباتات تتبع جنس البوركية من الفصيلة البقولية.